# Lungngön Gar
| Tibetische Bezeichnung                                             |
| ------------------------------------------------------------------ |
| Tibetische Schrift: ལུང་སྔོན་སྒར་; ཝ་ཤུལ་བླ་མའི་ཆོས་སྒར                     |
| Wylie-Transliteration: lung sngon sgar; wa shul bla ma'i chos sgar |
| Andere Schreibweisen: Lungngön Gar; Washül Lama Chögar             |
| Chinesische Bezeichnung                                            |
| Vereinfacht: 隆恩寺; 哇秀喇嘛曲噶尔                                |
| Pinyin:Long'en si; Waxiu Lama Qugar                                |

Lungngön Gar (tib.: lung sngon sgar) ist ein buddhistisches Lehrinstitut und Kloster im Kreis Gade (dga' sde) des Autonomen Bezirks Golog der Tibeter in Qinghai. Das große „religiöse Zeltlager“ (chos sgar) wurde von Orgyen Kusum Lingpa (o rgyan sku gsum gling pa; 1933–2009), einem großen Tertön der Nyingma-Tradition, gegründet.